# Gunnm: Martian Memory
Gunnm: Martian Memory (яп. 銃夢 ～火星の記憶～ Gunnm Kasei no Kioku, англ. «Сны Оружия: воспоминания о Марсе») — видеоигра в жанре Action/RPG, вышедшая в Японии в 1998 году и предназначенная для платформы Sony PlayStation. Игра посвящена манге Gunnm (Battle Angel) и включает как эпизоды из оригинальной манги, так и дополнительные сюжетные линии. Иногда называется также Gunnm: Memories of Mars.

## Сюжет
Под Небесным Городом находится город-свалка, в котором живут отбросы общества и куда сбрасываются отходы. В нижний город попадают все изгнанники из Небесного Города. Одним из жителей, потерявших гражданство, становится Дайсукэ Идо — добрый доктор, помогающий пациентам в долг и подрабатывающий ловлей преступников. Однажды он бродит по свалке в поисках пригодных запчастей и случайно находит останки киборга-гиноида, у которой каким-то чудом остался жив мозг. После пробуждения киборга-девушки выясняется, что она ничего не помнит. Идо называет её именем своей кошки — «Гали». Через некоторое время Гали случайно узнает, что доктор Идо является охотником за головами, поэтому тоже выбирает эту стезю, начав поиски забытых воспоминаний.

## Геймплей

Пример геймплея
зелёный цвет - здоровье
синий цвет - заряд аккумуляторов

Помимо боёв с применением panzer kunst, в игре имеются сцены с игрой в моторбол, ездой на мотоцикле и стрельбой, соответствующие событиям манги. На заработанные деньги (например, награда за голову преступника или выигрыш в моторбол), можно закупать различные кибернетические апгрейды, повышающие характеристики Гали, главной героини Gunnm. Название игры связано не с местом событий (действие происходит на Земле), а с тем, что к Гали постепенно возвращается память, поэтому во время боёв случаются флешбеки, когда она вспоминает дни своей прежней жизни на Марсе. Тогда её звали не Гали, а Ёко.
В интервью журналу Ultra Jump рассказывается, что проект игры Gunnm: Martian Memory, включая сценарий и эскизы, был создан лично Юкито Кисиро. Первоначально, при написании проектной документации, игра предполагалась в 2D, но разработчики убедили, что по имеющейся документации можно сделать хорошую 3D-игру. При создании марсианской культуры Юкито Кисиро вдохновлялся древним Египтом.